# Pichia norvegensis
Pichia norvegensis är en svampart som beskrevs av Leask & Yarrow 1976. Pichia norvegensis ingår i släktet Pichia och familjen Pichiaceae.   Inga underarter finns listade i Catalogue of Life.